# Segretario di Stato per l'Irlanda del Nord
Il segretario di Stato per l'Irlanda del Nord (in inglese Northern Ireland Secretary, in irlandese Rúnaí Stáit Thuaisceart Éireann, in scozzese Secretar o State for Norlin Airlan), indicato anche come segretario dell'Irlanda del Nord o SoSNI, è un segretario di Stato del governo del Regno Unito responsabile per l'Irlanda del Nord. 
La posizione viene normalmente descritta semplicemente come "segretario di Stato" dai residenti dell'Irlanda del Nord. Il segretario di Stato risiede nel castello di Hillsborough, la precedente residenza del governatore e residenza reale nell'Irlanda del Nord, ed esercita le proprie funzioni attraverso l'Ufficio per l'Irlanda del Nord.

## Funzioni
Precedentemente in possesso di un ampio portafoglio degli affari interni nell'Irlanda del Nord, l'attuale accordo sulla devoluzione ha ridotto il ruolo del segretario di Stato, garantendo molte dei precedenti poteri all'Assemblea dell'Irlanda del Nord e all'esecutivo dell'Irlanda del Nord. Il segretario di Stato è ora generalmente limitato a rappresentare l'Irlanda del Nord nel gabinetto del Regno Unito, supervisionando il funzionamento dell'amministrazione decentrata e un numero di questioni riservate ed esenti che rimangono di competenza esclusiva del governo del Regno Unito, ad es. sicurezza, diritti umani, alcune inchieste pubbliche e amministrazione delle elezioni.

## Storia
Creata nel 1972, la posizione è passata tra i membri del Parlamento dal Partito Conservatore al Partito Laburista. Poiché i laburisti non hanno messo in campo candidati nell'Irlanda del Nord ed i conservatori non hanno avuto candidati eletti nell'assemblea dell'Irlanda del Nord o per i seggi della Camera dei comuni nella provincia, quelli nominati come segretario di Stato per l'Irlanda del Nord non hanno rappresentato un collegio elettorale nell'Irlanda del Nord. Questo contrasta con il segretario di Stato per la Scozia e il segretario di Stato per il Galles.

## Elenco dei segretari di Stato per l'Irlanda del Nord
| Segretario di Stato | Segretario di Stato                                              | Segretario di Stato                                  | Mandato                      | Mandato           | Partito      | Primo ministro    |
| ------------------- | ---------------------------------------------------------------- | ---------------------------------------------------- | ---------------------------- | ----------------- | ------------ | ----------------- |
|                     |                                                                  | William Whitelaw Deputato per Penrith and The Border | 24 marzo 1972                | 2 dicembre 1973   | Conservatore | Edward Heath      |
|                     | Francis Pym Deputato per Cambridgeshire                          | 2 dicembre 1973                                      | 4 marzo 1974                 |                   | Conservatore | Edward Heath      |
|                     |                                                                  | Merlyn Rees Deputato per Leeds South                 | 5 marzo 1974                 | 10 settembre 1976 | Laburista    | Harold Wilson     |
|                     | Roy Mason Deputato per Barnsley                                  | 10 settembre 1976                                    | 4 maggio 1979                | James Callaghan   | Laburista    |                   |
|                     |                                                                  | Humphrey Atkins Deputato per Spelthorne              | 5 maggio 1979                | 14 settembre 1981 | Conservatore | Margaret Thatcher |
|                     | James Prior Deputato per Lowestoft e Waveney                     | 14 settembre 1981                                    | 11 settembre 1984            |                   | Conservatore | Margaret Thatcher |
|                     | Douglas Hurd Deputato per Witney                                 | 11 settembre 1984                                    | 3 settembre 1985             |                   | Conservatore | Margaret Thatcher |
|                     | Tom King Deputato per Bridgwater                                 | 3 settembre 1985                                     | 24 luglio 1989               |                   | Conservatore | Margaret Thatcher |
|                     | Peter Brooke Deputato per Cities of London and Westminster South | 24 luglio 1989                                       | 10 aprile 1992               | John Major        | Conservatore |                   |
|                     | Sir Patrick Mayhew Deputato per Tunbridge Wells                  | 10 aprile 1992                                       | 2 maggio 1997                | John Major        | Conservatore |                   |
|                     |                                                                  | Mo Mowlam Deputata per Redcar                        | 3 maggio 1997                | 11 ottobre 1999   | Laburista    | Tony Blair        |
|                     | Peter Mandelson Deputato per Hartlepool                          | 11 ottobre 1999                                      | 24 gennaio 2001 (dimissioni) |                   | Laburista    | Tony Blair        |
|                     | John Reid Deputato per Hamilton North and Bellshill              | 25 gennaio 2001                                      | 24 ottobre 2002              |                   | Laburista    | Tony Blair        |
|                     | Paul Murphy Deputato per Torfaen                                 | 24 ottobre 2002                                      | 6 maggio 2005                |                   | Laburista    | Tony Blair        |
|                     | Peter Hain Deputato per Neath                                    | 6 maggio 2005                                        | 27 giugno 2007               |                   | Laburista    | Tony Blair        |
|                     | Shaun Woodward Deputato per St Helens South                      | 28 giugno 2007                                       | 12 maggio 2010               | Gordon Brown      | Laburista    |                   |
|                     |                                                                  | Owen Paterson Deputato per North Shropshire          | 12 maggio 2010               | 4 settembre 2012  | Conservatore | David Cameron     |
|                     | Theresa Villiers Deputata per Chipping Barnet                    | 4 settembre 2012                                     | 13 luglio 2016               |                   | Conservatore | David Cameron     |
|                     | James Brokenshire Deputato per Old Bexley and Sidcup             | 13 luglio 2016                                       | 8 gennaio 2018               | Theresa May       | Conservatore |                   |
|                     | Karen Bradley Deputata per Staffordshire Moorlands               | 8 gennaio 2018                                       | 24 luglio 2019               | Theresa May       | Conservatore |                   |
|                     | Julian Smith Deputato per Skipton and Ripon                      | 24 luglio 2019                                       | 13 febbraio 2020             | Boris Johnson     | Conservatore |                   |
|                     | Brandon Lewis Deputato per Great Yarmouth                        | 13 febbraio 2020                                     | 7 luglio 2022                | Boris Johnson     | Conservatore |                   |
|                     | Shailesh Vara Deputato per North West Cambridgeshire             | 7 luglio 2022                                        | 6 settembre 2022             | Boris Johnson     | Conservatore |                   |
|                     | Chris Heaton-Harris Deputato per Daventry                        | 6 settembre 2022                                     | 5 luglio 2024                | Liz Truss         | Conservatore |                   |
| Rishi Sunak         | Chris Heaton-Harris Deputato per Daventry                        | 6 settembre 2022                                     | 5 luglio 2024                |                   | Conservatore |                   |
|                     |                                                                  | Hilary Benn Deputato per Leeds South                 | 5 luglio 2024                | in carica         | Laburista    | Keir Starmer      |